# Rožnov pod Radhoštěm (hrad)
Zřícenina hradu Rožnov se nachází dva kilometry jihozápadně od valašského města Rožnova pod Radhoštěm. Stojí na kopci Hradisko (520 m n. m.) ve Vsetínských vrších. Od roku 1964 je chráněna jako kulturní památka.

## Historie
Hrad byl postaven okolo roku 1267 olomouckým biskupem Brunem ze Schauenburka. Jeho funkcí byla ochrana hranic s Uhry (dnešním Slovenskem), zároveň na něm sídlil biskupský man Bohuslav z Krasna, od něhož je první písemná zmínka o hradu, a to z roku 1310. Hrad, který se původně rozkládal okolo vrcholové plošiny, byl několikrát rozšiřován, zejména o valy, parkánové hradby a později i o bastiony.
První zmínka o majiteli pochází z roku 1372, zmiňován je Vok I. z Kravař, poté jej vlastnili páni z Cimburka a páni z Pezinku. V roce 1505 hrad získali Kunštátové, v roce 1526 Jaroslav ze Šelemberka. V roce 1535 byl hrad majetkem Jana z Pernštejna, ale o čtyři roky později (1539) byl z příkazu krále Ferdinanda I. obsazen armádou a silně poničen, protože se zde usídlili loupežníci. Později byl hrad provizorně opraven a v roce 1660 opět sloužil panským úředníkům. Na konci 17. století byl zcela opuštěn. Ve druhé polovině 19. století dostali občané Rožnova povolení obecního úřadu zbytky hradu rozebrat pro stavby svých obydlí.

## Fotogalerie

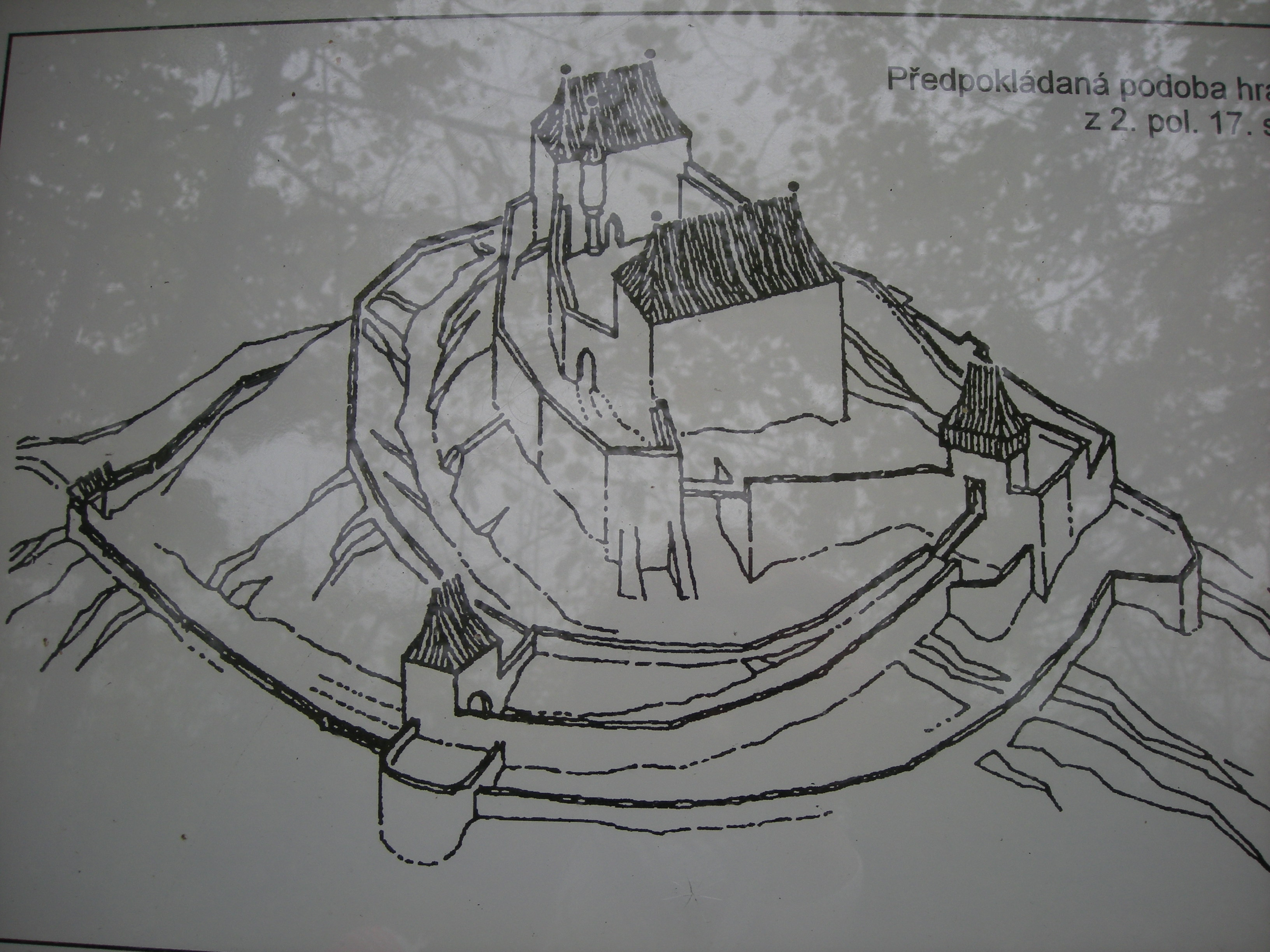
Předpokládaná podoba hradu v 17. století
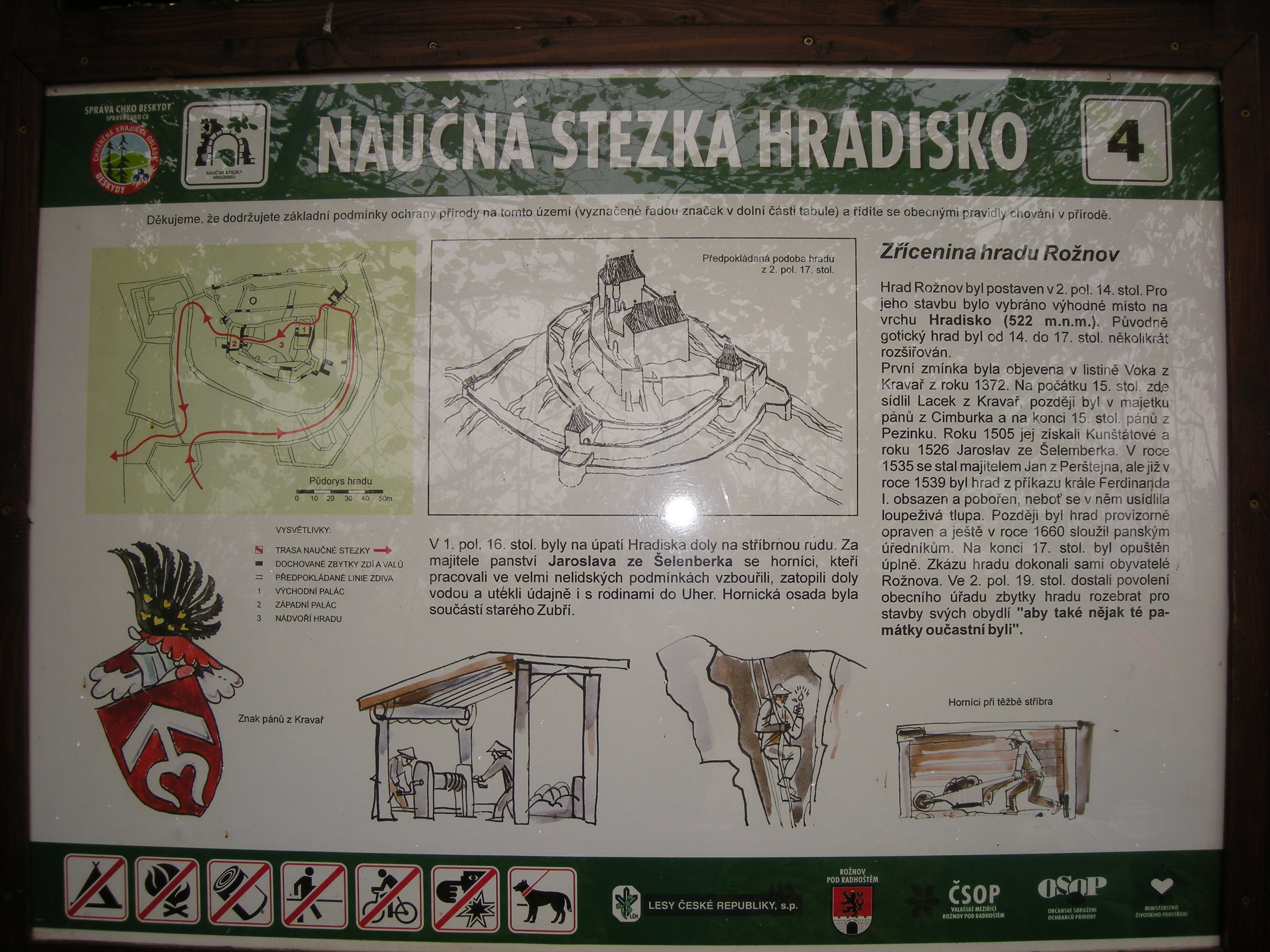
Naučná tabule Hradisko
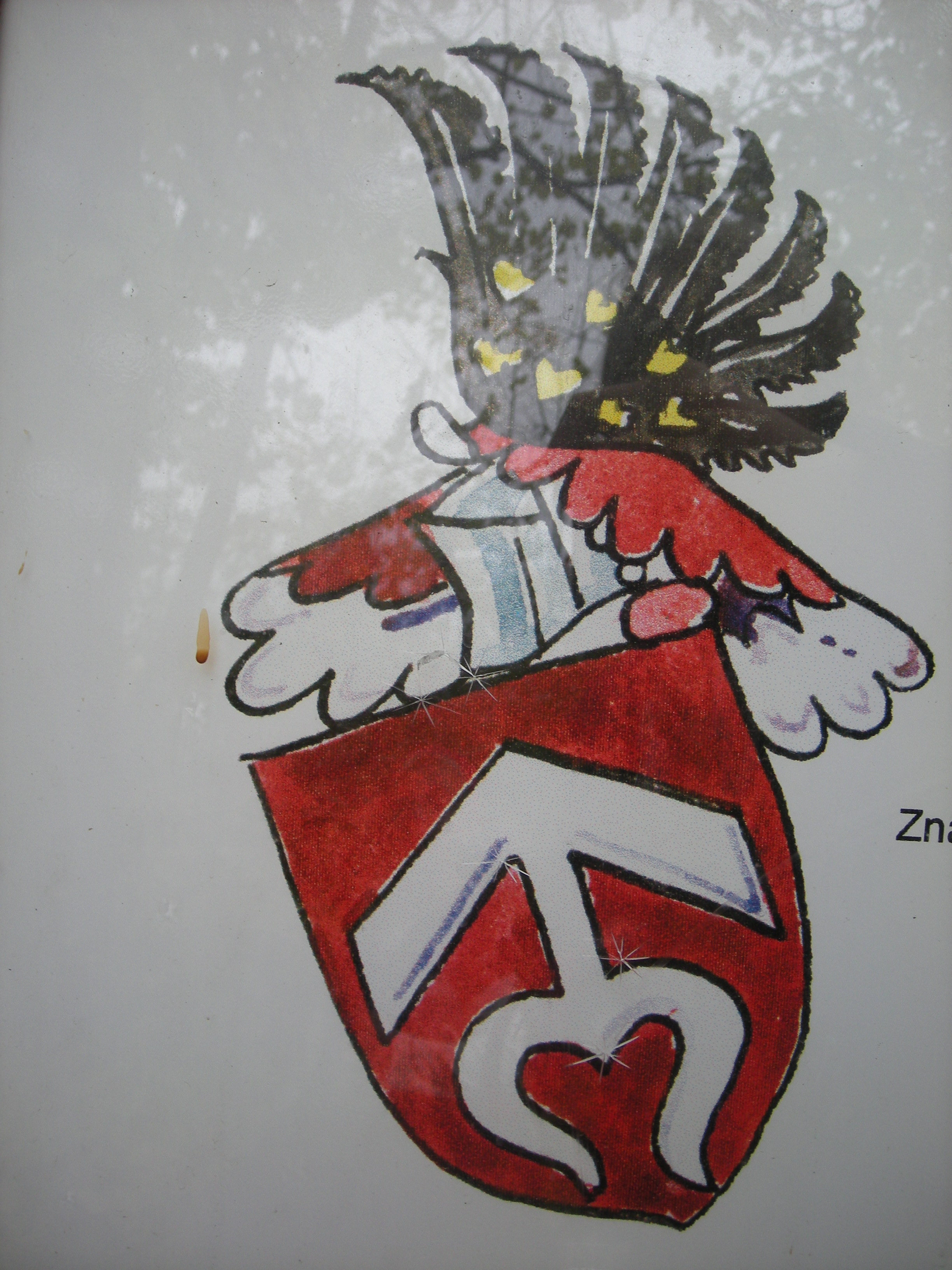
Znak pánů z Kravař